# 유형동물
흔히 끈벌레라고 불리는 유형동물(紐形動物)은 몸이 길쭉한 끈 모양이며, 등과 배가 반대인 좌우대칭 동물이다.

## 특징
몸은 머리·가슴·배의 세 부분으로 나뉘어 있으나 명확하지 않다. 머리 부분에는 안점·평형기·섬모구 등이 있다. 입은 머리 부분의 아래쪽에 있으며, 식도로 소화관에 이어져 항문으로 연결된다. 배설기는 원신관으로 되어 있으며 불꽃세포를 갖는다. 체벽에는 근육이 발달해 있고, 소화관의 등쪽에는 '문초'라는 특유의 기관이 있으며, 그 속의 긴 입술이 바깥으로 나와 공격·방어·운동 등에 사용된다. 입과는 별도로 먹이를 얻는 데 이용되는 길다란 혀가 있는데, 크기는 몸 길이와 거의 같으며 문초 속에 들어 있다. 갯지렁이 등의 작은 동물을 발견하면, 문초에서 혀가 앞쪽으로 나와 먹이를 싼다. 암컷이 바닷물 속에 방출한 알과 수컷이 방출한 정자가 수정하면, 알 속에서 발생이 진행되어 유생이 되며, 대부분 이때부터 난막을 뚫고 물 속으로 나와서 어미와 같은 생활을 한다. 한편 알에서 물 속으로 헤엄쳐 나온 필리듐유생이 성장함에 따라 '성충아'라는 여러 개의 특수한 세포덩어리가 생긴다. 그 후 이 성충아가 여러 가지 기관을 만들어 유생이 된 다음, 필리듐 유생 속에서 빠져나와 바다 밑바닥에서 생활하는데, 이들이 나간 필리듐 유생은 결국 죽게 된다. 세계에 약 750종 정도가 알려져 있으며, 한국에는 남해 연안에서 10종 정도가 발견되었다. 크게 무침강과 유침강으로 나뉜다.

## 분포
대부분이 바다에 살고, 몇 종만이 민물에 살며 자유생활을 하고, 간조선 부근의 모래, 진흙 속 또는 해조 사이, 바위 밑에 산다.

## 하위 분류
이전에는 무침류와 유침류로 나누었지만 최근에는 3개 강으로 분류하고 있다.
- 무침강 (Anopla)
- 유침강 (Enopla)

최신 분류
- 고유형강 (Palaeonemertea)
- 끈벌레강 (Pilidiophora)
  - 바늘끈벌레목 또는 이유형목 (Heteronemertea) - 흰띠끈벌레 포함
- 유침유형강 (Hoplonemertea)
  - Monostilifera - 얼룩끈벌레 포함
  - Polystilifera